# Veloúchi
Veloúchi (en grec moderne : Βελούχι, cacographié en Greeklish Velouxi sur son site officiel) est une petite station de ski de Grèce aménagée sur les pentes occidentales du Mont Tymphreste (appelé vernaculairement Velouchi, d'où le nom de la station), sur le lieu-dit Diavolotopos, à 11 km au nord-est de la ville de Karpenísi, en Eurytanie.

## Domaine skiable
Il s'agit de la première station de ski à avoir été aménagée par des investisseurs privés, en 1974. La station est équipée de deux dameuses.